# Predrag Vranicki
Predrag Vranicki, född 21 januari 1922 i Benkovac i Kungariket Jugoslavien, död 31 januari 2002 i Zagreb i Kroatien, var en jugoslavisk filosof, marxistisk humanist och professor. Han var medlem av Praxisskolan, som var influerad av västerländsk marxism.

## Biografi
Predrag Vranicki studerade filosofi vid Zagrebs universitet och avlade doktorsexamen vid Belgrads universitet. Under andra världskriget stred han som partisan mot den nazityska ockupationsmakten. År 1956 utnämndes Vranicki till professor i filosofi vid Zagrebs universitet. Från 1966 till 1968 var han ordförande för Jugoslaviska filosofiska sällskapet. År 1973 blev han medlem av Jugoslaviska akademin för vetenskaper och konst.
Som medlem av Praxisskolan förfäktade Vranicki en marxistisk humanism och kritiserade den stalinistiska tolkningen av marxism som auktoritär och dogmatisk.
Vranickis tvåbandsverk Historija marksizma ("Marxismens historia") utgör ett viktigt standardverk om marxismens teoretiska historia.